# Dorothée Koechlin de Bizemont
Dorothée Koechlin de Bizemont, prononcé ke'klɛ̃, née Dorothée Koechlin Schwartz, est une astrologue et parapsychologue, écrivaine et traductrice française née le 17 novembre 1937 à Neuilly-sur-Seine. Elle est surtout connue pour ses ouvrages sur Edgar Cayce.

## Biographie
Entre autres, elle collabore au magazine Top secret.

## Publications
- Dorothée Koechlin de Bizemont, L'Univers d'Edgar Cayce : Toutes les révélations du plus grand médium américain sur la réincarnation, l'histoire, la médecine, le futur..., t. 1, Paris, Robert Laffont, coll. « Les énigmes de l'Univers », 1985, 409 p. (ISBN 2-221-04237-9)Cet ouvrage a été imprimé en format poche par J'ai lu en 1990.

- Dorothée Koechlin de Bizemont, L'Univers d'Edgar Cayce : Les révélations du grand médium américain. De nouveaux espoirs de guérison. Le Karma des peuples de langue française, t. 2, Paris, Robert Laffont, coll. « Les énigmes de l'Univers », 1987, 301 p. (ISBN 2-221-05481-4)

- Dorothée Koechlin de Bizemont, L'Univers d'Edgar Cayce : Les Esprits de la Nature. La réincarnation comme clé de l'Histoire : les Marches de l'Est (Alsace, Lorraine, Suisse). La fonction thérapeutique des aliments., t. 3, Paris, Robert Laffont, coll. « Les énigmes de l'Univers », 1992, 329 p. (ISBN 2-221-07247-2)

- Dorothée Koechlin de Bizemont, L'Astrologie karmique. L'astrologie d'Edgar Cayce, Paris, Robert Laffont, 1983 (ISBN 2-221-09514-6, présentation en ligne)Cet ouvrage a été imprimé en format poche par J'ai lu en 1990  (ISBN 978-2-277-22878-3).Dorothée Koechlin de Bizemont, Les Prophéties d'Edgar Cayce, Monaco, Le Rocher, 1989

- Dorothée Koechlin de Bizemont, Edgar Cayce, guérir par la musique, Monaco, Le Rocher, 1989

- Dorothée Koechlin de Bizemont, Edgar Cayce, recettes de beauté et de santé, Monaco, Le Rocher, 1990

- Dorothée Koechlin de Bizemont, Edgar Cayce, recettes de forme et de minceur, Monaco, Le Rocher, 2001

- Dorothée Koechlin de Bizemont et Jacques Lecomte, Le langage des animaux, 3 Suisses, 1985, 127 p. (présentation en ligne)

- Dorothée Koechlin de Bizemont et Tarek, L'Astrologie karmique d'Edgar Cayce appliquée : Jacques Chirac, Ségolène Royal, Bill Gates, Lady Diana, Benoit XVI [...], Robert Laffont, avril 2007, 261 p. (ISBN 978-2-221-10890-1)

## Pour approfondir